# Ardisia filiformis
Ardisia filiformis E.Walker – gatunek roślin z rodziny pierwiosnkowatych (Primulaceae). Występuje naturalnie w Chinach (w prowincji Kuangsi) oraz Wietnamie. 

## Morfologia
PokrójZimozielony krzew dorastający do 1,5 m wysokości.
LiścieBlaszka liściowa ma równowąski lub lancetowaty kształt. Mierzy 12–20 cm długości oraz 1–2,5 cm szerokości, jest całobrzega, ma klinową nasadę i spiczasty wierzchołek. Ogonek liściowy jest nagi i ma 3–10 mm długości.
KwiatyZebrane w wiechach wyrastających z kątów pędów. Mają działki kielicha o kształcie od owalnego do trójkątnego i dorastające do 1 mm długości. Płatki są podługowate lub owalne i mają białą barwę.
OwocPestkowce mierzące 6 mm średnicy, o kulistym kształcie i czerwonej barwie.

## Biologia i ekologia
Rośnie na terenach bagnistych oraz w lasach. Występuje na wysokości od 200 do 1000 m n.p.m.